# Colégio de Ermesinde
O Colégio de Ermesinde, também conhecido por Colégio da Formiga, é uma instituição centenária de ensino básico e secundário, de inspiração católica, localizada na na Quinta da Formiga, Ermesinde, na orla ocidental do concelho de Valongo, arredores da cidade do Porto. A instituição ocupa o edifício anexo à Igreja de Nossa Senhora do Bom Despacho da Mão Poderosa e de Santa Rita, templo que serve de suporte à escola.